# Ali N. Askin
Ali N. Askin (türkisch Ali N. Aşkın; * 26. Januar 1962 in München) ist ein deutscher Komponist, Arrangeur, Musikproduzent, Keyboarder und elektronischer Musiker.

## Leben und Werk
Askin wurde als Sohn türkischer Einwanderer in München geboren. Er absolvierte das Kompositionsstudium an der Musikhochschule München und ein Gaststudium an der Hochschule für Fernsehen und Film München. Als Instrumentalist trat er in verschiedenen Bands und Projekten in Erscheinung. So war er von 1991 bis 1993 Assistent Frank Zappas für das Projekt The yellow shark und arbeitete auch danach noch für den Zappa Family Trust in Los Angeles.
Askin arbeitet in unterschiedlichsten musikalischen Bereichen, von Kompositionen für den Konzertbetrieb bis hin zur Film- und Fernsehmusik. Genauso zählen elektronische Musik, Clubtracks und Remixes wie auch kammermusikalische Werke und Rundfunk- und Bühnenmusiken zu seinen Arbeiten. Der seit 1987 freiberufliche Musiker komponierte unter anderem im Auftrag von ZDF, ARTE, BR Hörspiel und Medienkunst, Zürcher Schauspielhaus, Düsseldorfer Schauspielhaus und Münchner Kammerspiele.
Ab 1993 arbeitete Askin vermehrt mit dem Musiker, Komponisten, Hörspielautor und Regisseur Heiner Goebbels zusammen, z. B. bei Surrogate Cities und Die Wiederholung. Zusammen mit der Performancekünstlerin Anna Deavere Smith realisierte und komponierte er zudem die Collage Twilight L.A. (1999), die internationale Auszeichnungen erhielt. 2001 erschien ein zusammen mit Markus Vanhoefer realisiertes Radiostück des Musikers Flaubert oriental – Meganekrolopolis, „ein Hörstück basierend auf dem Reisetagebuch von Gustave Flaubert über seine Reise in den Orient in den Jahren 1849–51“ mit Ben Becker in der Hauptrolle auch als Hörbuch-CD.
Für das Kino schrieb Askin u. a. die Musik zu Eine andere Liga (2004) von Buket Alakuş und Lost Children (2005). 2005–2006 entstand Askins Filmmusik zu der später preisgekrönten ARD-Serie Türkisch für Anfänger, die 2007 in die zweite Staffel ging. 2008 erhielt er den Deutschen Filmpreis für seine Arbeit am Kinderfilm Leroy. Zwei Jahre später wurde er für Salami Aleikum erneut für den Filmpreis nominiert. 
2011 gründete Askin seine eigene Band, mit der er seine eigenen Kompositionen aufführt. Mit seinem Fusion-Quintett (mit Lars Zander, Christoph Titz, Tilo Weber und Thomas Stieger) legte er nach dem Studioalbum Up-Chute (2023) das Live-Album Livesoundfabrik (2025) vor.
Askin ist Mitglied der deutschen Filmakademie.
Er wohnte zwischenzeitlich in Wuppertal und Los Angeles und lebt seit 2001 in Berlin.

## Werke
- 1985: Fünf Bilder (für Kammerensemble)
- 1988: 6 Stücke (für Vibraphon)
- 1994: Trommeln im Licht (Konzertperformance für Elektronik und Schlagzeug)
- 1996: Johanna – Vision/War/Death (mit Markus Vanhoefer, Hörspiel)
- 1997: Flaubert Oriental/Meganekrolopolis (Hörspiel)

Filmmusik:
- 1998: Sieben Monde
- 1998: Die Ratten
- 2002: Das beste Stück
- 2003: Dienstreise – Was für eine Nacht
- 2004: Eine andere Liga
- 2005: Plötzlich berühmt, Pro Sieben
- 2006: Türkisch für Anfänger
- 2006: Nette Nachbarn küsst man nicht
- 2007: Allein unter Töchtern
- 2007: Leroy
- 2008: Tatort: Der glückliche Tod
- 2008: Polizeiruf 110: Eine Maria aus Stettin
- 2009: Polizeiruf 110: Klick gemacht
- 2009: Salami Aleikum
- 2009: Evet, ich will!
- 2009: Ayla
- 2010: Lotta & die alten Eisen (Fernsehserie, Folge 1)
- 2010: The Green Wave (Dokumentation)
- 2010: Glückstreffer – Anne und der Boxer
- 2011: Tatort: Borowski und die Frau am Fenster
- 2013: Tatort: Gegen den Kopf
- 2013: Einmal Hans mit scharfer Soße
- 2013: Der große Schwindel
- 2013: Marie Brand und die offene Rechnung
- 2013: Scherbenpark
- 2014: Die Auserwählten (Fernsehfilm)
- 2014: Pettersson und Findus – Kleiner Quälgeist, große Freundschaft
- 2015: Tatort: Das Muli
- 2015: Harter Brocken (Fernsehfilm)
- 2015: Die Neue
- 2016: Die Akte General (Fernsehfilm über den Juristen Fritz Bauer)
- 2016–2017: München Mord
  - 2016: Wo bist Du, Feigling?
  - 2017: Einer, der’s geschafft hat
  - 2017: Auf der Straße, nachts, allein
- 2017: Teheran Tabu
- 2018: Kaisersturz
- 2019: Verteidiger des Glaubens
- 2019: Tatort: Nemesis
- 2020: Barbaren (Fernsehserie)
- 2021: Klara Sonntag – Kleine Fische, große Fische
- 2022: Horst Lichter – Keine Zeit für Arschlöcher
- 2022: Klara Sonntag – Liebe macht blind
- 2022: Der Schiffsarzt (Fernsehserie)
- 2023: Klara Sonntag – Erste Liebe
- 2024: Sieben Tage (Haft Rooz)
- 2024: Friedefeld (Fernsehserie)
- 2025: Neuer Wind im Alten Land: Erntezeit
- 2025: Neuer Wind im Alten Land: Stolz und Vorurteil

## Diskografie (Auswahl)

### Alben
- Flaubert Oriental / Meganekrolopolis (Hörbuch)
- Sieben Monde (Soundtrack)
- Eine andere Liga (Soundtrack)
- The Adventures of Greggery Peccary And Other Persuasions – Ensemble Modern plays the Music of Frank Zappa. Arrangements and Transcriptions by Ali N. Askin

### Einzeltracks
- Un Bacio-Remix auf Morricone RMX